# 1993-as magyar úszóbajnokság
Az 1993-as magyar úszóbajnokságot – amely a 95. magyar bajnokság volt – júniusban és júliusban rendezték meg Budapesten a Komjádi uszodában.

## Eredmények

### Férfiak
| Versenyszám                      | Arany                                                               | Arany    | Ezüst                                                              | Ezüst    | Bronz                                                                        | Bronz    |
| -------------------------------- | ------------------------------------------------------------------- | -------- | ------------------------------------------------------------------ | -------- | ---------------------------------------------------------------------------- | -------- |
| 50 m gyorsúszás július 3.        | Szabados Béla Békéscsabai UK                                        | 23,91    | Zubor Attila Budapesti Rendészeti SE                               | 24,27    | Horváth Zoltán Budapesti Rendészeti SE                                       | 24,38    |
| 100 m gyorsúszás július 1.       | Szabados Béla Békéscsabai UK                                        | 51,66    | Czene Attila Sport Plusz SE                                        | 51,98    | Zubor Attila Budapesti Rendészeti SE                                         | 52,16    |
| 200 m gyorsúszás június 29.      | Czene Attila Sport Plusz SE                                         | 1:52,88  | Zubor Attila Budapesti Rendészeti SE                               | 1:53,96  | Horváth Péter Budapesti Rendészeti SE                                        | 1:54,06  |
| 400 m gyorsúszás július 2.       | Darnyi Tamás Sport Plusz SE                                         | 4:00,91  | Zubor Attila Budapesti Rendészeti SE                               | 4:03,17  | Horváth Péter Budapesti Rendészeti SE                                        | 4:04,02  |
| 1500 m gyorsúszás július 4.      | Darnyi Tamás Sport Plusz SE                                         | 16:14,26 | Schönek András Veszprémi SE                                        | 16:32,32 | Kade Zoltán BVSC                                                             | 16:38,22 |
| 100 m hátúszás július 3.         | Deutsch Tamás Bp. Honvéd                                            | 57,52    | Ágh Olivér Bp. Honvéd                                              | 58,57    | Kiss László Dunaferr                                                         | 1:00,53  |
| 200 m hátúszás július 1.         | Deutsch Tamás Bp. Honvéd                                            | 2:01,73  | Ágh Olivér Bp. Honvéd                                              | 2:02,50  | Darnyi Tamás Sport Plusz SE                                                  | 2:06,50  |
| 100 m mellúszás június 29.       | Güttler Károly Bp. Spartacus                                        | 1:02,80  | Horváth Zoltán Budapesti Rendészeti SE                             | 1:06,58  | Juhász Gábor Bp. Spartacus                                                   | 1:06,68  |
| 200 m mellúszás július 2.        | Güttler Károly Bp. Spartacus                                        | 2:15,02  | Juhász Gábor Bp. Spartacus                                         | 2:20,82  | Kovács Vilmos Ferencvárosi TC                                                | 2:21,95  |
| 100 m pillangóúszás június 30.   | Horváth Péter Budapesti Rendészeti SE                               | 55,82    | Szabados Béla Békéscsabai UK                                       | 56,66    | Deutsch Tamás Bp. Honvéd                                                     | 57,25    |
| 200 m pillangóúszás              | Darnyi Tamás Sport Plusz SE                                         | 2:01,96  | Horváth Péter Budapesti Rendészeti SE                              | 2:02,55  | Czene Attila Sport Plusz SE                                                  | 2:03,91  |
| 200 m vegyes úszás július 4.     | Darnyi Tamás Sport Plusz SE                                         | 2:04,85  | Czene Attila Sport Plusz SE                                        | 2:05,43  | Zubor Attila Budapesti Rendészeti SE                                         | 2:07,23  |
| 400 m vegyes úszás június 30.    | Darnyi Tamás Sport Plusz SE                                         | 4:23,09  | Czene Attila Sport Plusz SE                                        | 4:32,94  | Juhász Bp. Spartacus                                                         | 4:37,97  |
| 4 × 100 m gyorsváltó július 2.   | Szeged SC Molnár János Könyves Géza Szabó Zoltán Molnár Péter       | 3:42,00  | Ferencvárosi TC Gáspár Zsolt Hajdú Harcz Csaba Kovács Vilmos       | 3:43,29  | Miskolci Vízművek Kriston Ákos Kuttor Csaba Kerékjártó Tamás Györgyik Róbert | 3:44,94  |
| 4 × 200 m gyorsváltó június 30.  | Bp. Spartacus Kollár Miklós Kiss Gergő Bánki Rajmund Güttler Károly | 7:56,75  | Veszprém SE Kádár Saller Gombár Schönek András                     | 8:04,33  | Dunaferr Kiss László Kótai Tibor Móricz Zoltán Kiss Zsolt                    | 8:11,84  |
| 4 × 100 m vegyes váltó július 4. | Dunaferr Kiss László Nagy Szilárd Kiss Zsolt Kótai Tibor            | 4:04,77  | Bp. Spartacus Bánki Rajmund Juhász Gábor Jüllich László Kiss Gergő | 4:05,98  | Békéscsabai Előre Laczó András Szabó Árpád Kiss Ágoston Szabolcs             | 4:15,88  |

### Nők
| Versenyszám                      | Arany                                                                            | Arany   | Ezüst                                                                      | Ezüst   | Bronz                                                     | Bronz   |
| -------------------------------- | -------------------------------------------------------------------------------- | ------- | -------------------------------------------------------------------------- | ------- | --------------------------------------------------------- | ------- |
| 50 m gyorsúszás július 4.        | Lakos Gyöngyvér Ferencvárosi TC                                                  | 27,03   | Körmendi Zsófia Bp. Spartacus                                              | 27,83   | Komlódi Gabriella Szeged SC                               | 28,07   |
| 100 m gyorsúszás június 29.      | Lakos Gyöngyvér Ferencvárosi TC                                                  | 58,30   | Moldvai Katalin Veszprém SE                                                | 59,88   | Kiss Judit Veszprém SE                                    | 1:00,46 |
| 200 m gyorsúszás június 30.      | Egerszegi Krisztina Bp. Spartacus                                                | 2:02,84 | Lakos Gyöngyvér Ferencvárosi TC                                            | 2:03,91 | Moldvai Katalin Veszprém SE                               | 2:05,00 |
| 400 m gyorsúszás július 1.       | Kiss Judit Veszprém SE                                                           | 4:19,38 | Moldvai Katalin Veszprém SE                                                | 4:19,40 | Bocska Mariann Veszprém SE                                | 4:32,86 |
| 800 m gyorsúszás július 3.       | Kiss Judit Veszprém SE                                                           | 8:43,71 | Moldvai Katalin Veszprém SE                                                | 9:00,00 | Bocska Mariann Veszprém SE                                | 9:17,80 |
| 100 m hátúszás július 1.         | Egerszegi Krisztina Bp. Spartacus                                                | 1:01,85 | Tolnai Sára Ferencvárosi TC                                                | 1:04,99 | Fekete Szandra Bp. Spartacus                              | 1:06,99 |
| 200 m hátúszás július 4.         | Egerszegi Krisztina Bp. Spartacus                                                | 2:17,24 | Tolnai Sára Ferencvárosi TC                                                | 2:19,40 | Balyi Györgyi Bp. Sartacus                                | 2:23,71 |
| 100 m mellúszás július 2.        | Pohl Anett BVSC                                                                  | 1:13,66 | Csépe Gabriella BVSC                                                       | 1:14,23 | Pataki Katalin Ferencvárosi TC                            | 1:14,44 |
| 200 m mellúszás június 30.       | Pohl Anett BVSC                                                                  | 2:36,19 | Egerszegi Krisztina Bp. Spartacus                                          | 2:37,58 | Pataky Katalin Ferencvárosi TC                            | 2:38,82 |
| 100 m pillangóúszás július 2.    | Egerszegi Krisztina Bp. Spartacus                                                | 1:02,01 | Lakos Gyöngyvér Ferencvárosi TC                                            | 1:03,90 | Csépe Gabriella BVSC                                      | 1:04,30 |
| 200 m pillangóúszás július 4.    | Egerszegi Krisztina Bp. Spartacus                                                | 2:14,34 | Petrás Nikolett Ferencvárosi TC                                            | 2:20,70 | Bocska Mariann Veszprémi SE                               | 2:23,11 |
| 200 m vegyes úszás július 3.     | Egerszegi Krisztina Bp. Spartacus                                                | 2:22,62 | Pohl Anett BVSC                                                            | 2:25,85 | Csépe Gabriella BVSC                                      | 2:27,04 |
| 400 m vegyes úszás június 29.    | Egerszegi Krisztina Bp. Spartacus                                                | 4:43,93 | Pataky Katalin Ferencvárosi TC                                             | 5:01,78 | Csépe Gabriella BVSC                                      | 5:02,11 |
| 4 × 100 m gyorsváltó július 1.   | Bp. Spartacus Egerszegi Krisztina Fábián Katalin Balyi Gyöngyi Körmendi Zsófia   | 3:59,36 | Ferencvárosi TC Pataky Katalin Petrás Nikolett Pelle Lakos Gyöngyvér       | 4:01,09 | BVSC Hary Réka Ferencz Adrienn Csépe Gabriella Pohl Anett | 4:06,92 |
| 4 × 200 m gyorsváltó június 29.  | Bp. Spartacus Balyi Gyöngyi Fábián Katalin Kabai Krisztina Egerszegi Krisztina   | 8:35,46 | Veszprém SE Moldvai Katalin Bocska Mariann Eőri Magdolna Kiss Judit        | 8:38,73 | BVSC Pohl Anett Csépe Gabriella Hary Réka Ferencz Adrienn | 8:57,67 |
| 4 × 100 m vegyes váltó július 3. | Bp. Spartacus Egerszegi Krisztina Kabai Krisztina Körmendi Zsófia Fábián Katalin | 4:19,75 | Ferencvárosi TC Tolnai Sára Pataky Katalin Petrás Nikolett Lakos Gyöngyvér | 4:19,77 | BVSC Pohl Anett Csépe Gabriella Ferencz Adrienn Hary Réka | 4:33,91 |